# Перла на Лао Дзъ
Перлата на Лао Дзъ (също позната и като Перлата на Аллах) е най-голямата позната „перла“ в света. Според сведенията тя е извадена от гмуркач на име Етем, на 7 май 1934. Тя не представлява перла на външен вид и няма бижутерийна стойност, защото е перла от Tridacna gigas (гигантска мида). Самата перла тежи 6,4 килограма и има диаметър от 24 сантиметра. Перлата, въпреки липсата на бижутерийна стойност, е оценена на 40 милиона щатски долара.
Този предмет е свързан с много природна история, но невероятните истории, заобикалящи появата, образуването на перлата и романтичните ѝ имена, трябва по-скоро да се смятат за легенди и приказки отколкото факти.
Биолозите смятат този обект за вид перла, защото наистина е натурален продукт, създаден от мида, в този случай Tridacna gigas. Но бижутерите не смятат предмета за перла, защото няма свойствата на перлите, идващи от перлените миди. Заради своя огромен размер гигантската мида създава спонтанно много големи перли, но не може да създаде истинска перла като тези, които всички сме виждали. Поради това перлата на Лао Дзъ няма стойност за бижутерията, а е само любопитен уникат.
Перлата не е представена за широката публика и се държи във вложна кутия в Уелс Фарго, Денвър.
Името „Перлата на Аллах“ се появява на 18 юли 2006 от Джина Барбиш и Виктор Барбиш.